# Otisville (Nueva York)
Otisville es una villa ubicada en el condado de Orange en el estado estadounidense de Nueva York. En el año 2000 tenía una población de 989 habitantes y una densidad poblacional de 550 personas por km².

## Geografía
Otisville se encuentra ubicada en las coordenadas 41°28′15″N 74°32′22″O / 41.47083, -74.53944. Según la Oficina del Censo, la ciudad tiene un área total de 1,8 km² (0,7 mi²), de la cual 1,8 km² (0,7 mi²) es tierra y 0 km² (0 mi²) (0%) es agua.

## Demografía
Según la Oficina del Censo en 2000 los ingresos medios por hogar en la localidad eran de $49,500, y los ingresos medios por familia eran $56,875. Los hombres tenían unos ingresos medios de $41,023 frente a los $31,023 para las mujeres. La renta per cápita para la localidad era de $19,752. Alrededor del 7.5% de la población estaban por debajo del umbral de pobreza.